# Tōkobaki
Tōkobaki (em português, Tocobaqui) é uma língua construída. Ela foi criada para ser a língua nativa do povo Tocobaqui, que habita as vastas planícies do continente Arukiana.
Ela foi inspirada pela língua Kēlen na sua gramática. Na fonologia, mandarim e russo serviram de inspiração.

## Fonologia

### Consoantes
Esses são as consoantes presentes na língua Tocobaqui.
|                   |                   | Labial | Alveolar | Retroflexa | Palatal | Velar  | Uvular |
| ----------------- | ----------------- | ------ | -------- | ---------- | ------- | ------ | ------ |
| Nasal             | Nasal             | m      | n        |            |         | ŋ ⟨ng⟩ |        |
| Oclusiva          | Aspirada          | pʰ ⟨p⟩ | tʰ ⟨t⟩   |            |         | kʰ ⟨k⟩ |        |
| Oclusiva          | Tênue             | p ⟨b⟩  | t ⟨d⟩    |            |         | k ⟨g⟩  |        |
| Fricativa         | Fricativa         | ɸ ⟨f⟩  | s        | ʂ ⟨j⟩      | ɕ ⟨x⟩   | x ⟨h⟩  | χ ⟨r⟩  |
| Aproximante       | Aproximante       | ʋ ⟨v⟩  | l        |            | j ⟨y⟩   | w      |        |
| Fricativa Lateral | Fricativa Lateral |        | ɬ ⟨hl⟩   |            |         |        |        |

### Vogais
|                 | Curta       | Curta   | Curta     | Curta           | Longa       | Longa   | Longa     | Longa  |
| Frontal         | Frontal     | Central | Posterior | Frontal         | Frontal     | Central | Posterior |        |
| Não-Arredondada | Arredondada | Central | Posterior | Não-Arredondada | Arredondada | Central | Posterior |        |
| --------------- | ----------- | ------- | --------- | --------------- | ----------- | ------- | --------- | ------ |
| Fechada         | i           | y ⟨ü⟩   | (ɯ)       | u               | iː ⟨ī⟩      | yː ⟨ǖ⟩  | (ɯː)      | uː ⟨ū⟩ |
| Semi-Fechada    | e           | ø ⟨ö⟩   | (ɤ)       | o               | eː ⟨ē⟩      | øː ⟨ȫ⟩  | (ɤː)      | oː ⟨ō⟩ |
| Semi-Aberta     | (ɛ)         |         |           | (ɔ)             |             |         |           |        |
| Aberta          |             |         | ɑ ⟨a⟩     | ɑ ⟨a⟩           |             |         | ɑː ⟨ā⟩    | ɑː ⟨ā⟩ |